# Звіт Беверіджа

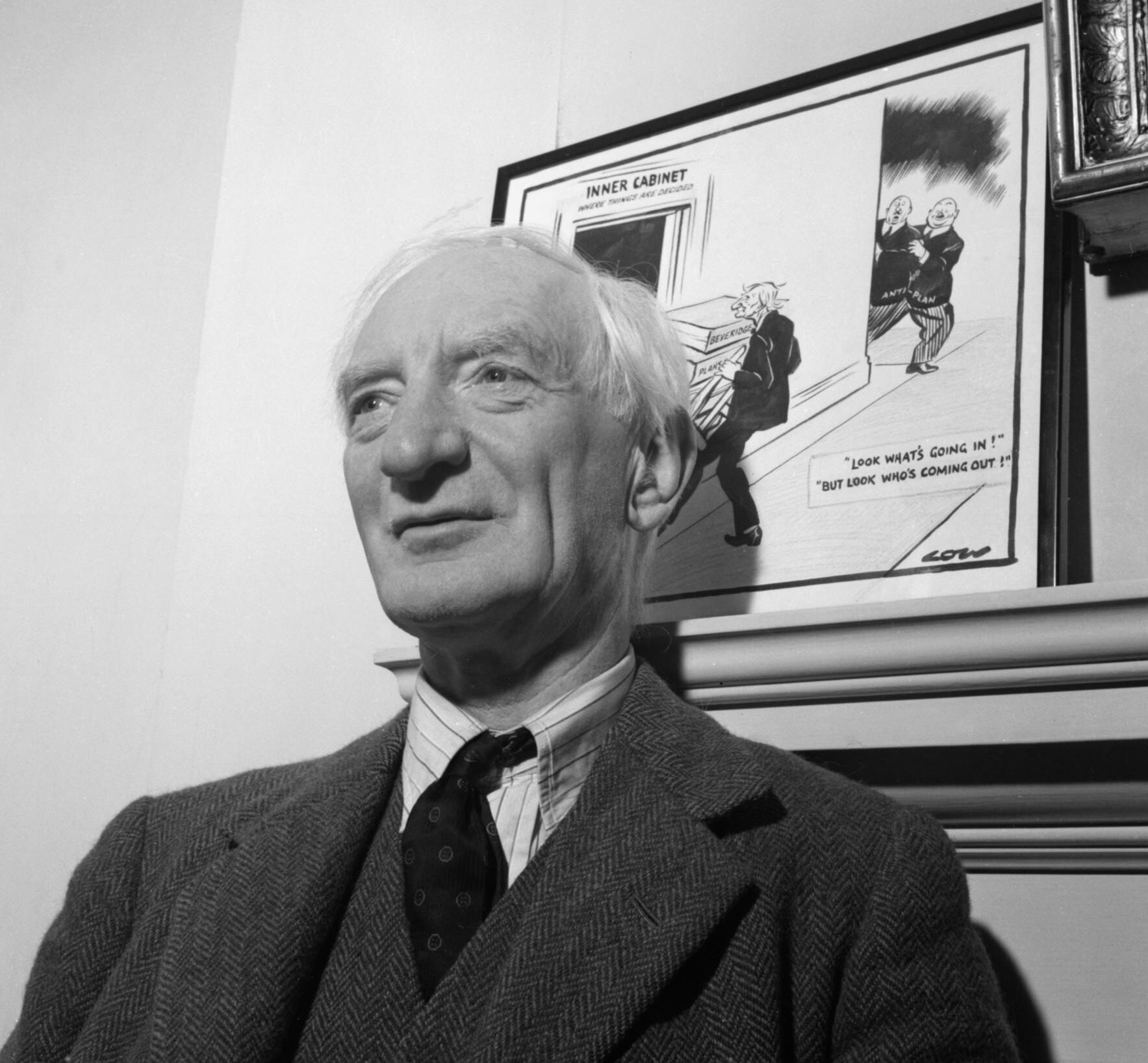
Вільям Беверідж у 1943 році

Звіт Беверіджа, офіційно названий «Соціальне страхування та суміжні послуги» (Cmd. 6404), — це урядовий звіт, опублікований у листопаді 1942 року, який вплинув на створення держави загального добробуту у Сполученому Королівстві. Його розробив ліберальний економіст Вільям Беверідж — за участю його майбутньої дружини, математика Джанет Філіп, — який запропонував широкомасштабні реформи системи соціального забезпечення для вирішення проблеми, яку він визначив як «п'ять гігантів на шляху реконструкції»:[джерело?] «Хочу… Хвороба, Невігластво, Убогість та Лінь».[джерело?] Опублікований у розпал Другої світової війни, звіт обіцяв винагороду за жертви кожного. Надзвичайно популярна серед громадськості, вона лягла в основу повоєнних реформ, відомих як держава загального добробуту, які включають розширення національного страхування та створення Національної служби охорони здоров'я.

## Передісторія
У 1940 році, під час Другої світової війни, Лейбористська партія увійшла до коаліції з Консервативною партією. 10 червня 1941 року Артур Грінвуд, член парламенту від Лейбористської партії та міністр без портфеля, оголосив про створення міжвідомчого комітету, який мав провести обстеження соціального страхування та суміжних служб Великої Британії:
Провести, з особливим акцентом на взаємозв'язок між системами, огляд існуючих національних систем соціального страхування та суміжних послуг, включаючи компенсації працівникам, та надати рекомендації.
Його членами були державні службовці Міністерства внутрішніх справ, Міністерства праці та національної служби, Міністерства пенсій, урядового актуарія, Міністерства охорони здоров'я, Казначейства Її Величності, Секретаріату реконструкції, Ради митниці та акцизів, Ради допомоги, Міністерства охорони здоров'я Шотландії, Реєстру дружніх товариств та Управління комісара з промислового страхування.
Звіт був надрукований компанією Alabaster Passmore & Sons Limited, яка забезпечувала роботу своєї фабрики в Мейдстоуні, коли було дуже мало інших поліграфічних замовлень.

## Рекомендації
Звіт запропонував три керівні принципи для своїх рекомендацій:
1. Пропозиції на майбутнє не повинні обмежуватися «секційними інтересами». «Революційний момент у світовій історії — це час для революцій, а не для латання дірок».
2. Соціальне страхування — це лише одна частина «всеосяжної політики соціального прогресу». П'ятьма гігантами на шляху до реконструкції були Нужда, Хвороба, Невігластво, Убогість і Ледарство.
3. Політика соціального забезпечення «повинна досягатися шляхом співпраці між державою і людиною», причому держава повинна забезпечувати надання послуг і сплату внесків. Держава «не повинна придушувати стимули, можливості, відповідальність; встановлюючи національний мінімум, вона повинна залишати місце і заохочення для добровільних дій кожної людини, щоб забезпечити більше, ніж цей мінімум, для себе і своєї сім'ї».

Беверідж був противником виплат, що базуються на перевірці доходів. Він пропонував запровадити єдиний внесок за фіксованою ставкою в обмін на єдину виплату за фіксованою ставкою. Перевірка доходів мала відігравати незначну роль, оскільки вона створювала високі граничні податкові ставки для бідних («пастка бідності»).

## Реакція
У Кабінеті міністрів 16 листопада 1942 року відбулися дебати, спровоковані Бренданом Брейкеном, щодо того, чи варто публікувати Звіт як Білу книгу в той час. Канцлер скарбниці сер Кінгслі Вуд заявив, що це пов'язано з «нездійсненними фінансовими зобов'язаннями», і тому публікацію слід відкласти. Однак 26 листопада Кабінет міністрів вирішив опублікувати її 2 грудня.
Міністерство інформації та внутрішньої розвідки Великої Британії виявило, що Доповідь була «зустрінута з майже загальним схваленням людьми всіх відтінків думок і всіма верствами суспільства» і розглядалася як «перша реальна спроба втілити в життя розмови про новий світ». У вибірковому опитуванні, проведеному через два тижні після публікації Доповіді, Британський інститут громадської думки виявив, що 95 % громадськості чули про Доповідь і що вона викликала «великий інтерес», але була критика, що пенсії за віком недостатньо високі. Вони також виявили, що «існує переважна згода з тим, що план має бути втілений в життя».
Газета «Таймс» назвала Звіт «важливим документом, який повинен мати глибокий та негайний вплив на напрямок соціальних змін у Британії».[джерело?], тоді як газета «Манчестер Гардіан» описала це як «велику та чудову річ». Газета «Дейлі телеграф» написала, що це було завершення революції, розпочатої Девідом Ллойд Джорджем у 1911 році.[джерело?] Архієпископ Кентерберійський Вільям Темпл сказав, що це «вперше хтось прагнув втілити весь дух християнської етики в акті парламенту».
Парламентські дебати щодо Звіту були заплановані на лютий 1943 року: Кабінет міністрів призначив лорда-президента Ради, сера Джона Андерсона, головою комітету, який мав розглянути Звіт і викласти позицію уряду. Під час дебатів у Палаті громад уряд оголосив, що не буде впроваджувати доповідь негайно. Комітет торі з питань реформ, що складався з 45 депутатів-консерваторів, зажадав негайного створення Міністерства соціального забезпечення. Під час голосування наприкінці дебатів 97 лейбористів, 11 незалежних депутатів, 9 лібералів, 3 депутати від Незалежної лейбористської партії та 1 комуніст проголосували проти урядуt. Звіт Міністерства інформації та внутрішньої розвідки показав, що після дебатів ліва частина громадськості була розчарована, але «схвалююча меншість» вважала, що уряд вчинив правильно, зачекавши, поки стане відома повоєнна фінансова ситуація, перш ніж ухвалювати рішення. Опитування Британського інституту громадської думки показало, що 29 % були задоволені ставленням уряду до Звіту; 47 % були незадоволені; 24 % «не знали».
Вінстон Черчилль виступив 21 березня 1943 року з промовою під назвою «Після війни», в якій застеріг громадськість від покладання на державу «великих нових витрат без будь-якого зв'язку з обставинами, які можуть скластися на той час» і заявив, що буде розроблений «чотирирічний план» післявоєнної відбудови, який «охоплюватиме п'ять або шість великих заходів практичного характеру», які будуть представлені електорату після війни і реалізовані новим урядом. Ці заходи включали «національне обов'язкове страхування для всіх класів для всіх цілей від колиски до могили»; ліквідацію безробіття за допомогою державної політики, яка б «здійснювала врівноважуючий вплив на розвиток, який може бути ввімкнений або вимкнений залежно від обставин»; «розширення поля для державної власності та підприємництва»; нове житло; серйозні реформи в освіті; та значне розширення послуг охорони здоров'я та соціального забезпечення. Прихильність Черчилля до створення держави загального добробуту була обмеженою: він і Консервативна партія виступали проти значної частини реалізації положень «Доповіді Беверіджа», в тому числі голосували проти заснування Національної служби охорони здоров'я.
Лейбористська партія перемогла на загальних виборах 1945 року на платформі, яка обіцяла вирішити п'ять гігантських зол Беверіджа. Рекомендації звіту були впроваджені через низку парламентських актів (а саме Закон про національне страхування 1946 року, Закон про національну допомогу 1948 року та Закон про національну службу охорони здоров'я 1946 року), які започаткували сучасну британську державу загального добробуту. Лейбористи відхилилися від Беверіджа щодо ролі штату: їхні лідери виступили проти ідеї Беверіджа про Національну службу охорони здоров'я, яка б керувалася місцевими медичними центрами та адміністраціями регіональних лікарень, віддаючи перевагу державному органу. Беверідж скаржився на це: «Для Ернеста Бевіна, з його профспілковим минулим некваліфікованих робітників… соціальне страхування було менш важливим, ніж переговори щодо заробітної плати».[джерело?] Бевін висміяв доповідь Беверіджа, назвавши її «Схемою соціальної швидкої допомоги» та дотримувався точки зору коаліційного уряду про те, що її не слід впроваджувати до кінця війни (він був розлючений у лютому 1943 року, коли велика кількість депутатів від Лейбористської партії проігнорували своїх лідерів та проголосували проти затримки впровадження доповіді Беверіджа).

## Зміни під час війни
У воєнні роки відбулося значне покращення умов праці та соціального забезпечення, що проклало шлях до повоєнної британської держави загального добробуту. Було розширено послуги для немовлят, дітей та матерів, а Комітет з питань офіційної продовольчої політики (під головуванням заступника прем'єр-міністра і лідера лейбористів Клемента Еттлі) у червні 1940 року схвалив надання субсидій на паливо та субсидоване молоко матерям і дітям віком до п'яти років. Місяцем пізніше Рада з питань освіти вирішила, що безкоштовне шкільне харчування має стати більш доступним. До лютого 1945 року 73 % дітей отримували молоко в школах, порівняно з 50 % у липні 1940 року. У школах дітям також робили безкоштовне щеплення від дифтерії. Крім того, Закон про міське і сільське планування 1944 року врахував пошкоджені внаслідок бомбардувань райони і дозволив місцевій владі розчистити нетрі, а Закон про житло (тимчасове житло), прийнятий того ж року, виділив 150 мільйонів фунтів стерлінгів на будівництво тимчасового житла.
Для покращення умов життя людей похилого віку у 1940 році було запроваджено додаткові пенсії. У 1943 році відбулося подальше покращення ставок та умов для тих, хто отримував додаткові пенсії та допомогу по безробіттю. Ціни на продукти харчування були стабілізовані в грудні 1939 року, спочатку як тимчасовий захід, але в серпні 1940 року це стало постійним, а молоко та їжа надавалися за субсидованими цінами або безкоштовно у випадках реальної потреби.
У липні 1940 року збільшення дотацій з Казначейства призвело до покращення постачання молока та харчування у школах. За рік кількість прийомів їжі подвоїлася, а споживання шкільного молока зросло на 50 %. До 1945 року приблизно 33 % усіх дітей харчувалися в школах порівняно з 3,3 % (кожен тридцятий) у 1940 році, а кількість тих, хто вживав молоко, зросла з 50 % до приблизно 75 %. У 1940 році було запроваджено національну молочну програму, яка передбачала надання пінти молока за півціни для всіх дітей віком до п'яти років, а також для вагітних і матерів, що годують груддю. Рівень охоплення був таким, що до 1944 року 95 % тих, хто мав на це право, брали участь у програмі. Загальна продовольча політика уряду передбачала, що пріоритетні групи, такі як маленькі діти та матері, не лише мали право на продукти першої необхідності, такі як молоко, але й фактично отримували їх у достатній кількості. Евакуація під час війни також показала більш заможним британцям масштаби депривації в суспільстві. Історик Дерек Фрейзер зазначив, що евакуація стала «найважливішою темою в соціальній історії війни, тому що вона показала всьому народу чорні плями в його соціальному житті»

Було запроваджено службу невідкладної допомоги, яка надавала безкоштовне лікування пораненим (визначення, яке включало евакуйованих внаслідок війни), а нормування призвело до значного покращення раціону харчування бідних сімей. Як зазначав Річард Тітмусс, 
Сім'ї тієї третини населення Британії, які в 1938 році хронічно недоїдали, вперше отримали повноцінне харчування в 1940 і 1941 роках… [після чого] частота аліментарних захворювань, а особливо дитячої смертності, різко знизилася.

## Впровадження
Лейбористська партія зрештою також прийняла пропозиції Беверіджа, і після своєї перемоги на загальних виборах 1945 року вони продовжили впроваджувати багато соціальних політик, які стали відомими як держава загального добробуту. До них належали Закон про сімейні допомоги 1945 року, Закони про національне страхування (від нещасних випадків на виробництві) 1946 та 1948 років, Закони про національне страхування 1946 та 1949 років, Закон про національну службу охорони здоров'я 1946 року, Закон про пенсії (збільшення) 1947 року, Закон про орендодавців та орендарів (контроль орендної плати) 1949 року.

## Подальше читання
- Abel-Smith, Brian (1992). The Beveridge report: Its origins and outcomes. International Social Security Review. 45 (1–2): 5—16. doi:10.1111/j.1468-246X.1992.tb00900.x.
- Addison, Paul (1975). The Road to 1945: British Politics and the Second World War. London: Jonathan Cape. с. 211—28. ISBN 9780224011594.
- Beveridge, Janet (1954). Beveridge and his Plan. London: Hodder and Stoughton. OCLC 583217231.
- Harris, Jose. William Beveridge: a biography (1997) online (необхідна підписка) [Архівовано 2019-08-10 у Wayback Machine.]
- Hills, John, ред. (1994). Beveridge and Social Security: An International Retrospective. Oxford: Clarendon Press. ISBN 9780198288060.
- Jefferys, Kevin, ред. (1994). War and Reform: British Politics during the Second World War. Manchester: Manchester Univ. Press. ISBN 9780719039706.
- Robertson, David Brian. «Policy entrepreneurs and policy divergence: John R. Commons and William Beveridge.» Social Service Review 62.3 (1988): 504—531.
- Sugita, Yoneyuki. «The Beveridge Report and Japan.» Social work in public health 29.2 (2014): 148—161.
- Whiteside, Noel. «The Beveridge Report and its implementation: A revolutionary project?.» Histoire@ Politique 3 (2014): 24-37. online
- Timmins, Nicholas (1995). The Five Giants: A Biography of the Welfare State. London: HarperCollins. ISBN 9780002553889.
- Whiteside, Noel. «The Beveridge Report and Its Implementation: a Revolutionary Project?» Histoire@Politique 2014#3 (n° 24), pp.24–37. DOI 10.3917/hp.024.0024

### Першоджерела
- Image of the Report on the Parliamentary Website